# Walt Disney Studios Motion Pictures
Walt Disney Studios Motion Pictures (до 2007. Buena Vista Pictures Distribution, Inc.) америчка је дистрибутерска кућа којом управља The Walt Disney Company. Бави се биоскопском дистрибуцијом, маркетингом и промоцијом филмова који је продуцирао и приказао Walt Disney Studios, укључујући Walt Disney Pictures, Walt Disney Animation Studios, Pixar, Marvel Studios, Lucasfilm, 20th Century Studios, Fox 2000 Pictures и Blue Sky Studios, док Searchlight Pictures ради самостално.